# Valerianella puberula
Valerianella puberula är en kaprifolväxtart som först beskrevs av Antonio Bertoloni och Giovanni Gussone, och fick sitt nu gällande namn av Dc. Valerianella puberula ingår i släktet klynnen, och familjen kaprifolväxter. Inga underarter finns listade i Catalogue of Life.